# Old Buckenham
Old Buckenham è un villaggio e parrocchia civile dell'Inghilterra, appartenente alla contea del Norfolk, situato a circa 29 kilometri (18 miglia) a sud-est di Norwich.
Copre un'area di 20,06 kilometri quadrati (7,75 miglia quadrate) e, ai fini del governo locale, rientra nel distretto di Breckland.

## Storia

### Toponomastica
Nel Domesday Book del 1068, Old Buckenham figurava come Bucham, Buccham o Bucheham. Il nome deriva dall'inglese antico e significa fattoria di un uomo chiamato Bucca.

### Secolo XIX
Durante il diciannovesimo secolo, il villaggio contava una piccola comunità sandemanista che il fisico britannico Michael Faraday visitò molte volte negli anni '50 e '60 dell'Ottocento.

## Amministrazione
Dal 2015, Old Buckenham si trova nel distretto elettorale Buckenhams & Banham (parte del distretto di Breckland), che elegge un consigliere al consiglio distrettuale. Dal 2010, la parrocchia fa parte della circoscrizione elettorale parlamentare di Mid Norfolk.
Storicamente, la parrocchia faceva parte della centena di Shropham.

## Geografia
Old Buckenham si trova nella parte meridionale della contea di Norfolk, a circa 29 km (18 miglia) a sud-ovest di Norwich e circa 5 km (3,1 miglia) a sud del suo centro postale, Attleborough. I villaggi vicini includono New Buckenham, Wilby e Banham.
Nel centro del paese si trova il village green chiamato Church Green, non distante dai due pub cittadini, il Gamekeeper e il Ox and Plough.

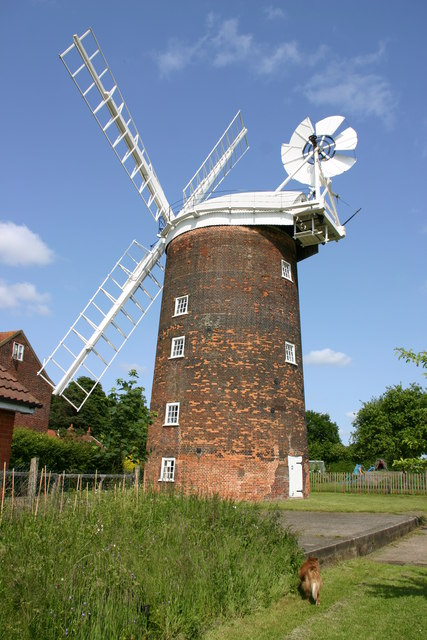
Il mulino del 1818

L'aeroporto di Old Buckenham si trova a nord-est del villaggio. Durante la seconda guerra mondiale fu la sede del 453º Stormo Bombardieri della RAF che volava con i B24 Liberator. Per un breve periodo vi soggiornarono gli attori James Stewart e Walter Matthau. James Stewart partecipò anche all'apertura della sala commemorativa nel villaggio il 10 maggio 1983. Nelle vicinanze dell'aeroporto si trovano le rovine del castello e del priorato di Old Buckenham.
L'Old Buckenham Windmill è un mulino a torre costruito nel 1818. È famoso per essere il mulino a vento con il diametro più grande della Gran Bretagna. Fino al 1926 (anno in cui cessò le attività) aveva cinque paia di macine, che vennero spaccate quando il mulino smise di funzionare. Il granaio accanto ne aveva quattro paia, azionate da un motore a vapore (poi olio). Il mulino è aperto al pubblico la seconda domenica del mese, da maggio a settembre.
Il Cricket Club di Old Buckenham dispone di uno dei migliori campi di cricket del Norfolk, famoso per aver ospitato nel 1921 una partita tra l'Inghilterra XI di Lionel Robinson (tra i cui giocatori c'era il celebre Jack Hobbs) e la Nazionale australiana in tournée.